# Робин Холоуей
Робин Гревил Холоуей (на английски: Robin Greville Holloway) е английски композитор.
Роден е на 19 октомври 1943 година в Лемингтън Спа, Уорикшър, в семейството на учител. Учи в Кеймбриджкия университет, където преподава от 1974 година. Публикува музикална критика и пише музика, повлияна от късния Романтизъм.